# Rai 2
Rai 2是義大利廣播電視公司的三家主要電視頻道之一，其他兩個分別是Rai 1、Rai 3。Rai 2於1961年11月4日首播，政治上偏向意大利社會主義黨。Rai 2於2013年9月開始播出高清節目。Rai 2的主要新聞節目是TG2。

## 播放節目
- TG2（新闻广播）
- 绝望的主妇
- 重返犯罪現場
- 海军罪案调查处：洛杉矶
- 执法悍将
- 法律與秩序
- 仁心仁術
- 歐洲歌唱大賽 （决赛至2015年）
- 灵书妙探
- 数字追凶
- 大学生费莉希蒂
- 史前逃龍
- 童话镇

### 卡通
- 数码宝贝系列（2000-2013，现在移至Super!）
- 飛天小女警
- 妮嘉尋親記
- 光之美少女系列
- 天線寶寶
- 魔法俏佳人
- 閃電十一人
- 妖怪手錶系列 （妖怪手表的冒险）
- 東京喵喵
- 湯姆（英语：Tom (Spanish TV series)）
- 旋風四驅王
- 至Net奇兵 (Note: 第二、三、四季未播出）
- 老鼠記者 (動畫)

### 兒童專區
- 隨機/Cartoon Flakes （2005年-2014年）
- Go-Cart mattina （1997年-2005年）

## 外部連結
- Official Website（页面存档备份，存于） （意大利文）